# Multiplayer.it
Multiplayer.it（マルチプレイヤードットアイティ）は、コンピュータゲームに関する情報を扱うイタリアのオンライン新聞ウェブサイト。
1999年2月に開設され、コンピュータゲームを専門に扱うイタリアのオンライン新聞としては最も初期のサイトの一つと考えられる。Multiplayer.itは、ロサンゼルスのElectronic Entertainment Expoやケルンのゲームズコムなどの国際的なイベントに公式の提携者として参加している。